# Arteria tiroidea superior
La arteria tiroidea superior (TA: arteria thyroidea superior) es una arteria que se origina como rama colateral de la arteria carótida externa.

## Ramas
Ramas colaterales:
- Arteria esternocleidomastoidea. No confundir con esternomastoidea rama colateral de la arteria occipital.
- Arteria laríngea superior.
- Arteria infraiohidea.

Ramas terminales:
- Rama interna.
- Rama externa.
- Rama posterior.

## Distribución
Se distribuye hacia la laringe, la faringe, los músculos del hioides y la glándula tiroides.